# Ella de Deira
Ælla (Ella, Aella) (morto em 588) foi o primeiro rei de Deira de que se tem notícia. Um de seus filhos foi Eduíno da Nortúmbria, e sua filha Acha foi mulher de Etelfrido de Bernícia e mãe de Osvaldo da Nortúmbria.
De acordo com a Crônica Anglo-Saxã, tornou-se rei no mesmo ano que Ceaulino da Saxônia Ocidental, após a morte de Ida de Bernícia, e governou por trinta anos. A crônica, no entanto, assinala o ano 588 como o da morte de Ella, que teria sido sucedido por Etelrico. Foi possivelmente por isso que Florenço de Worcester mudou a data da ascensão de Ella ao trono para 559.
Os manuscritos de Matthew Parker e suas subsequentes cópias preservam a seguinte genealogia de Ella: 
Ella foi filho de Yffe, que era filho de Uxfrea, que era filho de Wilgisl, filho de Westerfalca, filho de Sefugl, filho de Sebaldo, filho de Segegeat, filho de Swebdæg, filho de Sigegar, filho de Wædæg, que era filho de Odin".
Pouco se conhece de Ella, mas supõe-se ter sido mencionado na Saga de Gautrek, na qual recebe a visita do rei Gautrek.